# Кичевско-Дебърски революционен район
Кичевско-Дебърският или Дебърско-Кичевският революционен район от Битолския революционен окръг на Вътрешната македоно-одринска революционна организация обхваща териториите на Кичевската и Дебърската каза на Османската империя с главен град Кичево. Районът има три подрайона - Кичевски, Дебърски и Рекански.

## Описание

### Кичевско
Кичево преди 1912 година е с малко българско население – според статистиката на Васил Кънчов („Македония. Етнография и статистика“) към 1900 година в града живеят 1200 българи християни, 3560 българи мохамедани и 84 цигани, но пък е център на българска епархия и има български владика – Козма Дебърски. Революционното ръководство на Кичевско е в ръцете на приходящите български учители, а не на местни хора, като не се брои основният дългогодишен ръководител поп Тома Николов. Според Милан Матов градските ръководители са по-резервилани, докато селските са по-буйни и по-предани на революционната организация.
От трите кичевски околии Долна Копачка, Горна Копачка и Рабетинкол само Долна Копачка остава напълно организирана и предана на ВМОРО и винаги е имала български войвода, въпреки че четата на околията на няколко пъти е откривана и дава сражения и жертви. В Долна Копачка действат Кръсте Алексов, Арсо Локвички и Димко Богов. В Долна Копачка много пъти се правят и сбирки на околните войводи от другите райони на Кичевско, както и от съседните Демирхисарски и Охридски революционен район. Бигла със своя сложен масив служи за укритие и на по-далечните районни чети. В останалите райони на Кичевско – Горна Копачка и Рабетинкол, българското революционно дело заглъхва под сръбския натиск от Поречието и турския натиск от север. Поречието в началото на XX век окончателно става сърбоманско, с изключение на няколко села близо до Брод като Слатина и Локвица, и назначаване на български войвода за него не е възможно. В Рабетинкол последен деен войвода е Петър Радев – Пашата, загинал в 1907 година. В Горна Копачка последен войвода остава Янаки Янев.

### Дебърско
В самия град Дебър трудно се развива активна революционна дейност поради преобладаващото мюсюлманско население. Местните дейци са Григор Ошавков, Христо Атанасов, Наум Бояджиев, Нестор Поповски и Вангел Миладинов.

#### Дебърски Дримкол
Дебърски Дримкол е посветен изключително от Струга и управляван от Струга. Там има по-голяма и по-постоянна четническа дейност, тъй като десетината села там дават гурбетчии каменари, работещи във Владая, Софийско. От 1900 година там има нелегални дейци, като се започне от Цветан Ябланишки, поп Йоан Бабунов, Милош Кръстев, Трифон Големия, Марко Павлов. Организацията подкупва стражарите в станцията при общината, начело с албанеца Мерсим Дема, който осуетява всички начинания на войската да навлезе в района в преследване на българските чети. Поради отдалечеността на района обаче местните войводи вършат много своеволия, като злоупотребяват с пари или със семейна чест. Цветан Ябланишки и поп Йован са убити уж случайно от Милош Кръстев, защото му се бъркали в района, а Милош Кръстев и Трифон Големия пък са предадени от селяните поради безчинствата си. От местни дейци е убит и Марко Павлов поради любовните си похождения.

### Реканско
Галичко-Реканският революционен подрайон се състо селата в Реканската каза и трите села във Вруполе, които принадлежат към Гостиварска каза: Маврово, Левуново и Никьорово. Центърът на околийския районен комитет е голямата паланка Галичник с псевдоним Миродита.
През август 1902 година кичевско-дебърският войвода Янаки Янев и помощник-войводите Максим Ненов и Павле Караасан, секретарят на четата Георги Савов с четниците си пристигат, отсядат в къщата на Павле Стефанов Хаджиевски, свикват всички първенци на Галичник, и ги заклеват за членове на ВМОРО. За районен началник на революционния подрайон е избран Янаки Томов, за касиер свещеник Амвросий Попмилетиев, за съветници: Васил Чоланчевски, Иван Гиновски, Павел Хаджиевски, Михаил Лакенски и Аврам Тортевски, за главен куриер Марко Симонов – Плешка; помощник-куриери Лукан Г. Плешковски, Пейчин Томовски и Тома Хаджиевски — всички от Галичник, и Евгени Цветков от Сушица. За куриери са избрани и следните жени - Каля Спирова Чаческа, Струмка Симоница Едиковска, Велика Георгиева Пулевска, убита по-късно от войска на Угорничкия мост на път за Дебър, по време на изпълнение на организационно поръчения), Авросица-Ката Кольовска, Авра-Дамяница Панговска и Дели-Софка Церговска.
В 1904 година легалната и нелегалната революционна дейност в Реканско е организирана от Даме Груев и охридския войвода Христо Узунов с десетина местни четници. След голямо премеждие четата се връща през Копачка в Охридско и повече опити за организиране на Река не са правени. Милан Матов пише, че „като националисти българите в Реката се държаха добре. Но като революционери бе много мъчно да се осъществи идеята за некакво по-здраво организиране“.
Делегат от Дебърско на Битолския окръжен конгрес на Организацията през януари 1905 година е Нестор Попов.
С убийството на поп Амвросий Попмилетиев в 1909 година нелегалната дейност в Реканско приключва.